# Fredonyer Pass
Il Fredonyer Pass (1.760 m s.l.m.) è un alto passo di montagna situato nella contea di Lassen in California. Il passo è un po' più alto del Morgan Summit che si trova ad ovest di esso. La neve cade nel passo durante il periodo invernale.
La California State Route 36 passa attraverso il Fredonyer Pass. Il passo si trova ad ovest di Susanville e a sud est rispetto al Lassen Peak ed è il punto più elevato dell'intera strada. Il passo costituisce approssimativamente un confine a nord tra la Sierra Nevada e la Catena delle Cascate. Questo confine irregolare è a volte definito come l'estensione a sud delle rocce ignee superficiali cenozoiche dalla Catena delle Cascate. Questo confine segue il corso del ramo nord del Feather a sud ovest del Passo Fredonyer. Da notare che vi sono altre rocce ignee cenozoiche nella Sierra Nevada come vicino al Lago Tahoe, ma c'è una netta divisione geologica in prossimità del Passo Fredonyer.